# Lukas Verstraete
Pour les articles homonymes, voir Verstraete.
Lukas Verstraete, né le 21 juillet 1992 à Eeklo (province de Flandre-Orientale), est un illustrateur, dessinateur de presse, auteur de bande dessinée et enseignant belge néerlandophone.

## Biographie
Lukas Verstraete naît le 21 juillet 1992 à Eeklo,. Il est le petit-fils du peintre Luc Verstraete (nl),.
Il étudie l'illustration à l'Institut Saint-Luc à Gand,.
Il publie ses premiers travaux aux côtés de Martha Verschaffel dans un album publicitaire De Eeklose herbakker pour une biscuiterie d'Eeklo en 2012. Pendant sa formation académique, il réalise les histoires Tufu (2012) pour lesquelles il reçoit le prix du meilleur scénario au festival international de la bande dessinée Fumetto à Lucerne en Suisse en 2013 ainsi que le one shot Ramone (2013). Il a recours à l'autoédition.
Son univers graphique est rempli de perdants en sueur, de femmes grotesques, de chevaliers sceptiques et de misérables maniaques. Dans ce monde, il libère ses doutes sur notre nature humaine et, embourbé dans la naïveté, la graisse, les stéréotypes et l'humour, tente de répondre au but de notre existence,.
Il obtient son master en arts visuels en 2014. En 2015, il obtient son diplôme de troisième cycle de l'École d'art et de design de Burg Giebichenstein (de) sous la direction de l'artiste allemand Atak,.
Depuis, il travaille comme illustrateur indépendant pour de nombreux magazines. Il publie dans la presse écrite et collabore en Belgique à De Morgen, De Standaard, Humo, Médor, rekto:verso (nl), Bahamontes et Scratches, en France dans Le Monde diplomatique, et aux États-Unis dans The New York Times ou encore Aline.
En 2017, il sort son premier roman graphique Een boek waarmee men vrienden maakt aux éditions Bries. Selon le journaliste Pieter Moerenhout du journal De Standaard : « Le premier livre de Lukas Verstraete est un livre époustouflant, plein de prouesses techniques et d'explosions de couleurs. ». Le livre est traduit en français sous le titre Un livre pour se faire des amis et publié aux éditions marseillaises Même Pas Mal en avril 2019. Selon le chroniqueur A. Perroud du site BD Gest' : « Le premier choc est graphique. Déchiré entre illustration et BD, le dessinateur se bat pour poser ses idées sur le papier et, parfois, ça déborde. Tour à tour figuratif, expressionniste, symboliste et surréaliste, Verstraete a largement pioché ici et là (l’école new-yorkaise du Raw d’Art Spiegelman/Françoise Mouly, Peter Kuper, les primitifs flamands, etc.) pour nourrir son inspiration. Le résultat est tout bonnement détonnant. Grotesques, distordues et extraordinaires, ses créatures traversent les pages laissant derrière elles des traînées de craies grasses aux teintes primaires. À l’unisson de l’atmosphère générale, la mise en page ne s’encombre pas de règles préconçues ou de cadres tirés bien droits et préfère se dérouler en toute liberté. L’important est de raconter et de provoquer des émotions tout en restant lisible. Le contrat est rempli, même s’il emprunte des voies détournées ou secrètes pour arriver à ses fins. ». L'ouvrage connaît une traduction en anglais sous le titre : A book to make friends with, publié par Fantagraphics Books.
Il publie Ramone dans la collection « f. » aux éditions La Cinquième Couche et en néerlandais aux éditions Bries en 2017,.
Il participe aussi aux albums collectifs 50 jaar Lambiek - 1968-2018 (Lambiek, 2018) et Brussel in beelden (Stripgids, 2019).
Il travaille sur différents supports dont la pochette pour l'artiste [KRTM].
Une exposition individuelle de ses planches et dessins originaux se tient à la Galerie Comic Art Factory à Ixelles en 2021. Les originaux de bande dessinée de Lukas Verstraete sont réalisés aux crayons de couleur.
Parmi ses influences graphiques figurent ses maîtres Brecht Evens, Brecht Vandenbroucke ainsi qu'Olivier Schrauwen pour sa manière de raconter des histoires, Marc Sleen, pour le mouvement et les histoires et Morris pour les couleurs.
Parallèlement, il enseigne l'illustration à la LUCA Gand et le dessin de presse à la LUCA Bruxelles depuis 2018,,.

### Vie privée
Il vit à Eeklo.

## Œuvres

### Albums de bande dessinée

#### One shots
en français
- Ramone, La Cinquième Couche, coll. « f. », Bruxelles, 14 novembre 2017
Scénario, dessin et couleurs : Lukas Verstraete -  (ISBN 978-2-390-08005-3)

#### Romans graphiques
- Un livre pour se faire des amis[21],[13], Même Pas Mal, Marseille, 26 avril 2019
Scénario, dessin et couleurs : Lukas Verstraete -  (ISBN 978-2-918645-48-1)

en néerlandais
- Een boek waarmee men vrienden maakt[22],[12],[23], Bries, Borgerhout, 2017
Scénario, dessin et couleurs : Lukas Verstraete -  (ISBN 978-94-6174-024-3)
- Ramone[15], Bries, Borgerhout, 2018
Scénario, dessin et couleurs : Lukas Verstraete -  (ISBN 978-94-6174-028-1)

en anglais
- A book to make friends with, Fantagraphics Books, 2023
Scénario, dessin et couleurs : Lukas Verstraete -  (ISBN 9781683965640)

#### En revues et journaux
- Scratches no 2, Joost Swarte (dir.), Scratchbooks, Amersfoort, 2018  (ISBN 9789492117755) — Contribution : illustration de couverture.
- Médocs en stock de Clément Boileau dans Médor no 21 du 4 décembre 2020.
- 26. La Revue dessinée, La Revue dessinée, Paris, 27 novembre 2019
Scénario et dessin : collectif dont Lukas Verstraete - Couleurs : quadrichromie -  (ISBN 979-10-92530-81-0)

### Collectifs
- 50 jaar Lambiek - 1968-2018, Lambiek, 2018
Scénario : collectif dont Bas Schuddeboom - Dessin : collectif dont Lukas Verstraete - Couleurs : quadrichromie,à l'occasion du 50e anniversaire de Lambiek.
- Brussel in beelden[24], Stripgids, Turnhout, 2 septembre 2019
Scénario et dessin : collectif dont Lukas Verstraete - Couleurs : quadrichromie,offert à l'occasion de la Fête de la BD des 13 au 15 septembre 2019.

### Illustrations de livres pour la jeunesse
- Het bijna helemaal waargebeurde verhaal van Ryan, textes : Pepijn Lievens (nl), Tielt, Lannoo, 2023  (ISBN 9789401492621)

### Illustrations
- Biergids : fietsen langs brouwerijen en topcafés in Oost-Vlaanderen, textes : Steven De Backer, Gand, Tourisme Province de Flandre-Orientale, 2017  (ISBN 978-94-91414-52-7)
- (nl) Danny De Laet (dir) (ill. Lukas Verstraete), Magisch Realisme, Gand, Poespa Producties, coll. « In Tenebris » (no 3), 2024, 254 p., ill. ; 24 cm (ISBN 9789083439952).

### Discographie
- 2020 [KRTM] – SSSPCR 005 12 " , design : Lukas Verstraete[16].

### Expositions

#### Expositions individuelles
- Lukas Verstraete, Galerie Comic Art Factory à Ixelles du 17 juin au 17 juillet 2021[17].

#### Expositions collectives
- Ons Sonja[4], avec Luc Verstraete (nl), Boris Bonne et Martha Verschaffel, Het Map, Eeklo du 5 au 20 mars 2015.
- E² Fest : Chairs fraîches[25], Caves de Cureghem, Anderlecht du 4 au 5 juin 2016.
- Trophy Room[26] avec Thijs Desmet, The Bries Space, Borgerhout du 16 novembre au 16 décembre 2018.
- het huilende huis[10], Rufus Gallery, Gand, du 10 juin au 9 juillet 2023.
- De Stad[27],[28] avec Ever Meulen, Brecht Evens, Frans Masereel, Marc Palmer, espace d'exposition De Meridiaan, Blankenberghe, du 28 juin au 3 novembre 2024.

## Prix et récompenses
- 2013,  prix du meilleur scénario au festival international de la bande dessinée Fumetto à Lucerne[8].

#### Livres
: document utilisé comme source pour la rédaction de cet article.
- Philippe Mellot, Michel Denni, Laurent Turpin et Isabelle Morzadec, Trésors de la bande dessinée : BDM 2023-2024 - Catalogue encyclopédique et Argus, Paris, Les Arènes, novembre 2022, 23e éd., 1677 p., ill. ; 23 cm (ISBN 9791037507280, OCLC 1351462460, présentation en ligne), p. 1057, 1402. .

#### Articles
- (nl) « Lukas Verstraete maakt 'grootste stripdebuut van Vlaanderen' », De Morgen,‎ 13 septembre 2017 (lire en ligne , consulté le 17 novembre 2024).
- Lukas Verstraete (interviewé par Annabelle Dupret), « Lukas Verstraete », du9,‎ novembre 2017 (lire en ligne, consulté le 17 novembre 2024).
- (nl) « Lukas Verstraete zoekt inspiratie voor nieuwe strip », Het Nieuwsblad,‎ 20 mars 2018 (lire en ligne , consulté le 17 novembre 2024).
- (en) Jenny Brewer, « Onomatopee is a visual exploration of sound through interwoven typography and illustration », It's nice that,‎ 31 mars 2021 (lire en ligne, consulté le 17 novembre 2024).